# Doleschallia rennellensis
Doleschallia rennellensis är en fjärilsart som beskrevs av Francis Gard Howarth 1962. Doleschallia rennellensis ingår i släktet Doleschallia och familjen praktfjärilar. Inga underarter finns listade i Catalogue of Life.